# Burg Klusenstein
Die Burg Klusenstein befindet sich auf einer 60 Meter hohen Klippe am Rande des Hönnetals auf dem Gebiet der Stadt Hemer. Sie wurde im Jahr 1353 erbaut und war Grenzbefestigung der Grafschaft Mark zum angrenzenden Territorium Kurkölns und der Grafschaft Arnsberg. Gemeinsam mit den umliegenden Gebäuden bildet die Burg den Ortsteil Klusenstein.

## Geschichte

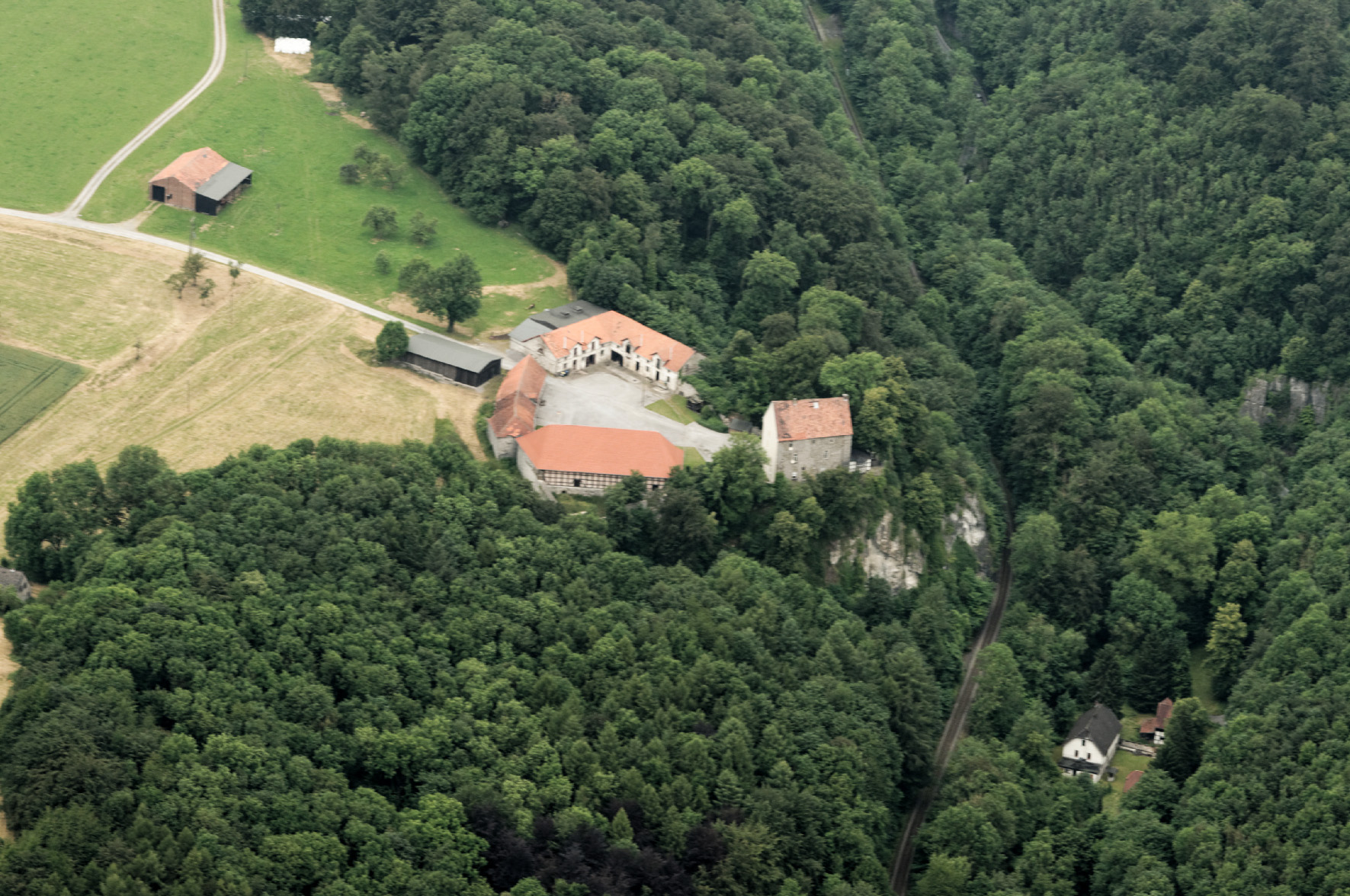
Burg Klusenstein mit Nebengebäuden

Die Höhenburg wurde im Jahr 1353 von Gerhard von Plettenberg, einem Drosten von Graf Engelbert III. von der Mark erbaut. Levold von Northof (1279–1359), der Chronist von Graf Engelbrecht III. schrieb

„In denseluen jair, als die vurs. Greue Engelbrecht auer Meer reysden, beghan Gerit van Plettenbrecht in afwesen des Greuen dat Slot ind Stat to nyenraide in Suderlande to tymmeren ind oick Slot ten Cluysensteyn.
(In demselben Jahr, als Graf Engelbrecht (Engelbert) über das Meer reiste, begann Gerhard von Plettenberg in Abwesenheit des Grafen das Schloss und die Stadt Neuenrade im Sauerland zu zimmern, und auch das Schloss Klusenstein.)“

Während der Fehde zwischen Graf Engelbert und Graf Gottfried IV. von Arnsberg wurde die Burg belagert, konnte aber nicht erobert werden. Nachdem aber Gottfried die Grafschaft Arnsberg an den Bischof von Köln verkauft hatte, verlor die Burg ihre strategische Bedeutung.

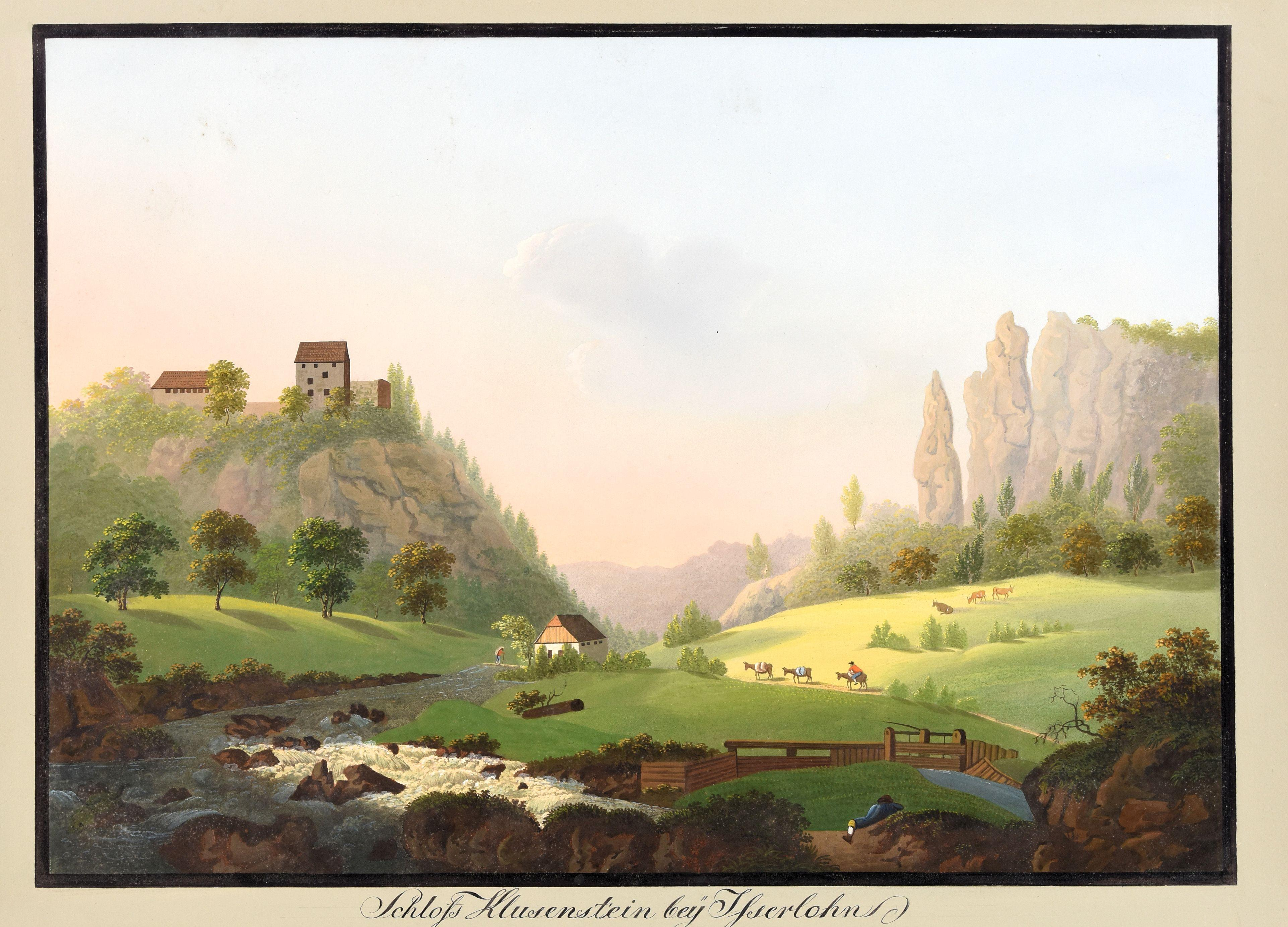
Bleuler, Schloß Klusenstein bei Iserlohn, um 1810. Stark idealisierte Darstellung, die Hönne in falscher Fließrichtung (nach Süden). Das Tal weit auseinander gerückt, rechts steht noch die "Horster Ley". Die Felsnadel wurde einige Jahrzehnte später im Zuge des Ausbaus der "Hönnetal-Aktien-Straße" entfernt.

Bis zum 17. Jahrhundert lebte die Familie von Werminghausen auf der Burg. 1695 wurde die Burg von der Familie Brabeck erworben. 1812 erwarb sie die Familie Löbbecke, 1904 die Firma Hoesch. Heute ist sie in Besitz der Firma Rheinkalk und verpachtet.
1990 wurden verschiedene Teile der Burganlage unter Denkmalschutz gestellt. Dazu gehören das Burghaus mit Fachwerkanbau und dessen beiden Keller, eine Fachwerkscheune, die Stallgebäude ohne Inneneinbauten, das Ökonomiegebäude (ohne Anbauten) sowie der Erdwall und Graben der Burg. Ihr Burgplatz wurde ebenfalls geschützt. Anlässlich der 650-Jahr-Feier wurde 2003 die 1749/50 als Viehhaus errichtete Fachwerkscheune der Burg renoviert.
Die Burg besitzt von einem Kellerraum ausgehend einen inzwischen vermauerten Notausgang durch einen Kamin der Großen Burghöhle.
Unterhalb der Burg im Tal der Hönne, einem Nebenfluss der Ruhr, liegt die Klusensteiner Mühle. Die Flora, Fauna und wichtige landschaftliche Elemente des Hönnetals werden durch das gleichnamige Naturschutzgebiet (MK-021) geschützt.
Gegenüber stehen die Sieben Jungfrauen.